# Why, or why not
《why, or why not》是日本女歌手片霧烈火的一首單曲，于2006年6月28日由Frontier Works發行。商品番號為FCCM-136。在Oricon周公信榜上最高排行第30位。這首單曲是同年電視動畫《暮蟬悲鳴時》的片尾曲，歌詞全為英語。

## 收錄曲
1. why, or why not
作詞：interface；英語補作詞：綾菓
作曲、編曲：大嶋啓之
歌：片霧烈火
2. why, or why not (Instrumental)
3. (Instrumental)

## 外部連結
- CDJapan （页面存档备份，存于）